# NGC 1934
NGC 1934 في الفهرس العام الجديد، هي مجرة، تقع في كوكبة أبو سيف (كوكبة). اكتشفت في 23 نوفمبر 1834 بواسطة جون هيرشل.

## روابط خارجية
- NGC 1934 على موقع ويكي سكاي: DSS2, SDSS, GALEX, IRAS, Hydrogen α, X-Ray, Astrophoto, Sky Map, Articles and images